# Collision aérienne de Phoenix
Vous pouvez aider à l'améliorer ou bien discuter des problèmes sur sa page de discussion.
- Il ne cite pas suffisamment ses sources. Vous pouvez indiquer les passages à sourcer avec {{référence nécessaire}} ou {{Référence souhaitée}}, et inclure les références utiles en les liant aux notes de bas de page. (Marqué depuis février 2025)
- Certaines informations devraient être mieux reliées aux sources mentionnées dans la bibliographie ou les liens externes. Améliorez sa vérifiabilité en les associant par des références. (Marqué depuis février 2025)
- Son texte doit être wikifié : il ne correspond pas à la mise en forme Wikipédia (style, typographie, liens internes, liens entre les wikis, etc.). (Marqué depuis février 2025)
- La traduction doit être revue. Le contenu est difficilement compréhensible à cause d’erreurs de traduction, peut-être dues à l’utilisation d’un logiciel de traduction automatique. (Marqué depuis février 2025)
- La traduction est incomplète. (Marqué depuis février 2025)

- Archive Wikiwix
- Bing
- Cairn
- DuckDuckGo
- E. Universalis
- Gallica
- Google
- G. Books
- G. News
- G. Scholar
- Persée
- Qwant
- (zh) Baidu
- (ru) Yandex
- (wd) trouver des œuvres sur Wikidata

La collision aérienne de Phoenix s'est produite le 27 juillet 2007, lorsque deux hélicoptères Aérospatiale AS350 Écureuil, appartenant respectivement aux chaînes de télévision KNXV-TV (en) et KTVK, sont entrés en collision en plein vol au-dessus de Phoenix, en Arizona, aux États-Unis, alors qu'ils couvraient une course-poursuite au sol. 
À bord des deux appareils se trouvaient quatre personnes – le pilote Craig Smith et le photographe Rick Krolak de KNXV, ainsi que le pilote Scott Bowerbank et le photographe Jim Cox de KTVK – qui ont tous été tués dans l'accident, tandis qu'aucune victime ou blessé n'a été signalée au sol.

## Accident
KNXV-TV (en) est la chaîne de télévision affiliée à ABC et basée à Phoenix, en Arizona, et à ses environs, tandis que KTVK est une chaîne d'information indépendante et également basée à Phoenix. Les deux hélicoptères diffusaient en direct à la télévision une course-poursuite lorsque la collision s'est produite, à 12 h 46 min 18 s MST. Les deux appareils se sont disloqués sous la violence du choc et se sont écrasés dans Steele Indian School Park (en), dans le centre de Phoenix.

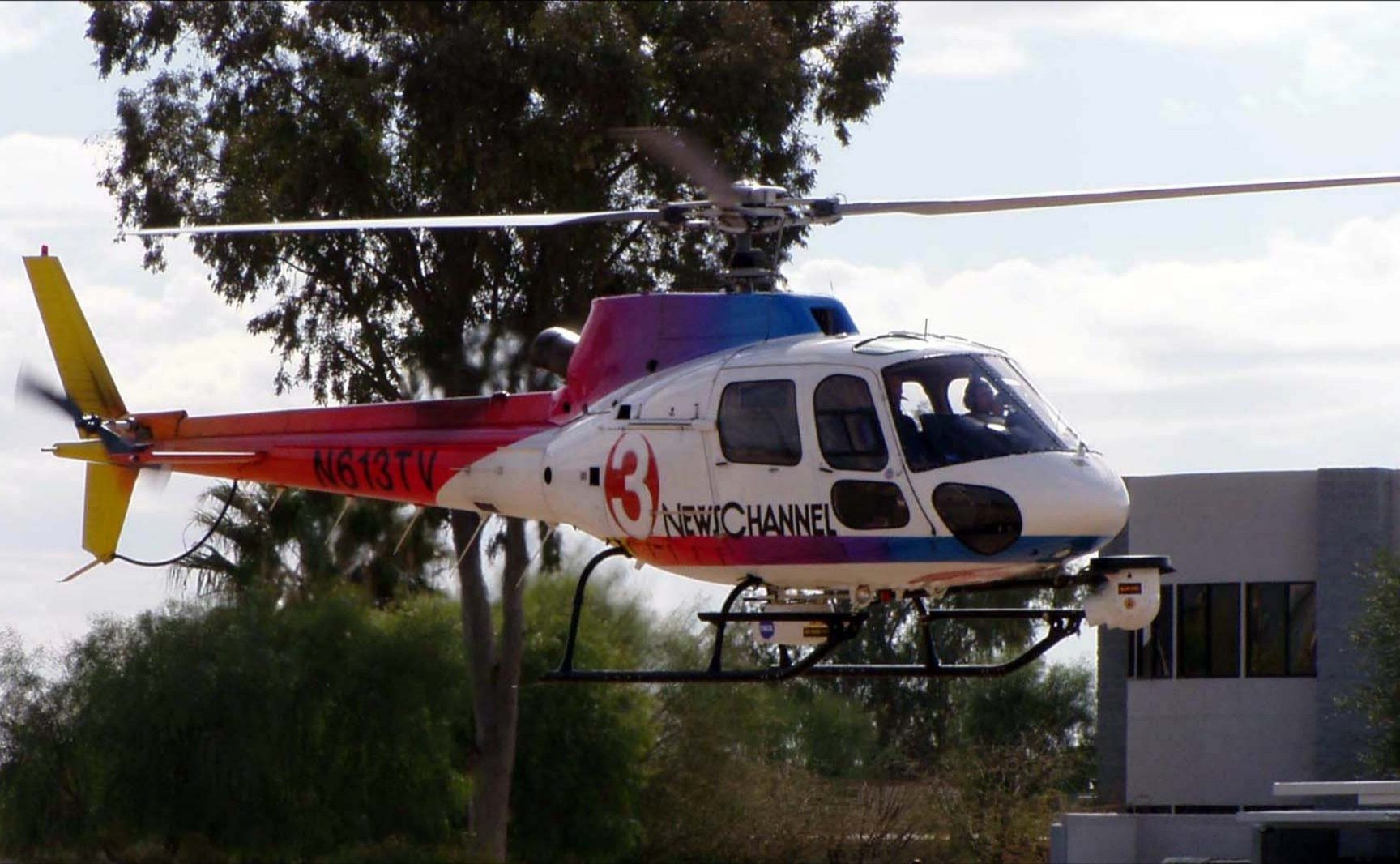
N613TV, l'Eurocopter AS-350 impliqué, ici en février 2007, cinq mois avant l'accident.

Trois autres hélicoptères, appartenant à plusieurs autres chaînes de télévision de la ville (KSAZ-TV (en), KPNX et KPHO-TV), se trouvaient également dans le secteur et ont commencé à couvrir l'accident quelques secondes plus tard. Une photo, prise depuis le sol quelques instants après la collision et montrant les deux hélicoptères plongeant vers le sol, a par la suite été diffusée par l'Associated Press.

## Conséquences et enquête
La collision a fait l'objet d'une enquête du Conseil national de la sécurité des transports (NTSB), qui a conclu que la cause probable de cet accident était l'incapacité des deux pilotes à voir et à éviter l'autre hélicoptère. La responsabilité des pilotes concernant l'accomplissement des tâches liées au reportage et au suivi visuel, pour soutenir les opérations de collecte d'informations électroniques (en) (ENG) de leur chaînes d'information respectives, ainsi que l'absence de procédures formelles à suivre par les pilotes ENG dans la région de Phoenix concernant le déroulement normal de ce type d'opérations a également contribué à cette catastrophe..
Le jour de l'accident, le chef de la police de Phoenix, Jack Harris, a évoqué la possibilité que le suspect de la poursuite que les deux hélicoptères couvraient puisse « être tenu responsable de l'un des décès causés par cette tragédie ». Cependant, en 2010, lorsque le suspect a plaidé coupable de 35 crimes découlant de la poursuite policière de 2007, il n'a pas été accusé du décès des occupants des deux hélicoptère.
Deux ans après l'accident, les familles du pilote Scott Bowerbank et du photographe Jim Cox ont annoncé qu'un accord d'un montant non divulgué avait été conclu avec US Helicopters, le propriétaire de l'hélicoptère de KNXV-TV. Les deux équipes juridiques ont publié une vidéo reconstituant les détails de l'accident. Les images générées par ordinateur simulent l'hélicoptère Newschopper 3 (KTVK) heurté par l'arrière par l'hélicoptère Chopper15 (KNXV-TV).

## Héritage
Au moment de l'accident, cinq hélicoptères de presse couvraient la course-poursuite et des protocoles spécifiques (appelés Sharp Echo) pour les communications radio entre les hélicoptères de la presse et la tour de contrôle de l'aéroport international Sky Harbor de Phoenix étaient déjà en vigueur pour tenter de coordonner leur activité.
Depuis cet accident, les cinq chaînes de télévision commerciales de la région de Phoenix partagent un seul hélicoptère, en vertu d'un accord de mise en commun, qui est utilisé par KTVK, KPHO-TV, KNXV-TV, KSAZ-TV et KPNX. Désormais, les pilotes n'effectuent aucune des tâches liées au reportage lors de ces opérations aériennes. De plus, les améliorations technologiques, telles que les objectifs de caméra à longue portée, permettent aux hélicoptères de rester plus éloigné des zones de reportages.